# Oress-Krobou
Oress-Krobou este o comună din regiunea Agnéby, Coasta de Fildeș.